# Blauschwanzamazilie
Die Blauschwanzamazilie (Saucerottia cyanura, Syn.: Amazilia cyanura) ist eine Vogelart aus der Familie der Kolibris (Trochilidae). Das Verbreitungsgebiet dieser Art umfasst Teile der Länder Mexiko, Guatemala, Honduras, El Salvador, Nicaragua und Costa Rica. Der Bestand wird von der IUCN als nicht gefährdet (Least Concern) eingeschätzt.

## Merkmale
Die Blauschwanzamazilie erreicht eine Körperlänge von etwa 9 bis 10 cm bei einem Gewicht von 4 g. Der schwarze gerade mittelgroße Schnabel des Männchens ist nur an der Basis des Unterschnabels rötlich. Der Oberkopf, der Nacken und der Rücken sind bronzegrün, wobei der Bürzel kupferfarben bis purpurn spiegelt. Die Basis der äußeren Armschwingen und die inneren Handschwingen sind weitgehend rötlich braun. Die Unterseite glitzert goldgrün. Die Oberschwanzdecken variieren von purpurviolett bis tiefblau, die bläulichen Unterschwanzdecken haben grau bis rötlich braune Säume. Das Aussehen der Weibchen ähneln dem der Männchen, doch haben sie einen kleineren Flügelfleck. An Kehle und Bauch  zeigen sie etwas mehr Graufärbungen. Die Säume der Unterschwanzdecken sind breit grau gesäumt.

## Verhalten und Ernährung
Ihren Nektar holen sie von den Blüten aller Straten. Oft sieht man sie an den Blüten der Gattung Inga. Außerdem jagen sie im Flug Insekten.

## Lautäußerungen
Der Ruf der Blauschwanzamazilie ist wenig erforscht. Es ist zu vermuten, dass er dem der Stahlgrünen Amazilie ähnelt und aus 5 bis 6 Tönen, die sich wie tzi-tzii-tzup … tschuptschuptschup anhören, besteht. Zu den Tönen, die sie von sich geben, gehört ein holpriges Schnattern.

## Verbreitung und Lebensraum

Verbreitungsgebiet der Blauschwanzamazilie

Die Blauschwanzamazilie lebt in feuchten und in trockenen Gebieten mit Kiefern und Eichen, in Sekundärvegetation, an Lichtungen und halboffenem bis offenen Gebieten mit Gestrüpp. Gelegentlich sieht man sie auch in Kulturlandschaften wie Kaffee-Plantagen. In Honduras lebt sie in den trockenen zum Pazifik gerichteten Gebirgshängen sowie in den feuchteren laubabwerfenden Habitaten der Karibikküste. Meist sind sie in Höhenlagen unter 1000 Meter anzutreffen. Die Nominatform bewegt sich in Höhenlagen von Meeresspiegel bis 1200 Meter, A. c. guatemalae zwischen 150 und 1800 Meter. Neuere Daten deuten darauf hin, dass A. c. impatiens Primärwald in Höhenlagen zwischen 500 und 1000 Meter bevorzugt.

## Unterarten
Es sind drei Unterarten bekannt:
- Saucerottia cyanura guatemalae (Dearborn, 1907)[3] kommt im Süden Mexikos bis in den Süden Guatemalas vor. Die Unterart hat eine etwas purpurnere Tönung mit weniger Bronzefärbung im Rückenbereich. Bürzel und an den Flügeln zeigen weniger rötlich braune Färbung.[1]
- Saucerottia cyanura cyanura Gould, 1859[4] ist im Süden Honduras, dem Osten El Salvadors und dem Nordwesten Nicaraguas verbreitet.
- Saucerottia cyanura impatiens (Bangs, 1906)[5] kommt im nordwestlichen und zentralen Costa Rica vor. Das rötliche Braun der Flügel ist flächenmäßig deutlich größer, die Unterschwanzdecken sind breiter und dunkler, sowie rötlich braun gesäumt.[1]

## Fortpflanzung
Zur Brutbiologie gibt es bisher keine Daten.

## Etymologie und Forschungsgeschichte
John Gould beschrieb die Blauschwanzamazilie unter dem heutigen Namen Amazilia cyanura. Das Typusexemplar stammte von Edward Belcher, der dieses aus El Realejo mitgebracht hatte. Die Tafel und der dazugehörige Text war Teil der 18. Lieferung aus dem Jahre 1859. lange wurde sie in der 1843 von René Primevère Lesson neu eingeführten  Gattung Amazilia für den Goldmaskenkolibri, den Streifenschwanzkolibri, die Zimtbauchamazilie (Syn.: Ornysmia cinnamomea), den Blaukehl-Sternkolibri (Syn.: Ornymia rufula) und die Longuemare-Sonnennymphe eingeordnet. Dieser Name stammt aus einem Roman von Jean-François Marmontel, der in Les Incas, Ou La Destruction De L’empire Du Pérou von einer Inkaheldin namens Amazili berichtete.  1850 führte Charles Lucien Jules Laurent Bonaparte die neue Gattung Saucerottia u. a. für die Grünamazilie (Saucerottia saucerottei (Delattre & Bourcier, 1846)) ein. Dieser Name wurde zu Ehren von Antoine Constant Saucerotte (1805–1884), einem Arzt und Hobbyornithologen aus Lunéville vergeben. Der Artname ist ein Wortgebilde aus dem griechischen »cyanos κυανος« für »dunkelblau« und »-ouros, oura -ουρος, ουρα« für »-schwänzig, Schwanz«. »Guatemalae« bezieht sich auf das Land Guatemala. »Impatiens« setzt sich aus den lateinischen Worten »in-« für »nicht« und »patiens, patientis, pati« für »erduldend, erdulden« zusammen.

## Migration
Die Blauschwanzamazilie gilt als Standvogel, der mit Zugbewegungen in der Höhenlage in verschiedenen Jahreszeiten eine Tendenz zum Strichvogel zeigt.